# John Dubouchet
Pour les articles homonymes, voir Dubouchet.
 (janvier 2015).
John Dubouchet (né en 1937 à Genève) est un écrivain suisse de langue française.

## Biographie
En sa qualité de directeur de la Fondation Patiño à Genève, il crée la Salle Patiño qui s'ouvre en 1968 par la Quinzaine d'art contemporain en invitant les personnalités du monde des arts de l'époque : Richard Vachoux  et Guillaume Chenevière (théâtre), Jacques Guyonnet (musique), Jacques Guyonnet et quelques autres du monde de la télévision et des lettres. Ce festival retiendra l'attention du monde culturel jusqu'en 1974, date à laquelle il s'intègre dans les activités permanentes de la Salle Patiño, qui connaîtra un écho international.
L'homme est aussi pilote, volant sur toutes sortes d'avions. Il aura passé une bonne partie de sa vie en Amérique du Sud, en particulier en Bolivie, où il conçoit et réalise un modèle de développement original, intégrant tous les aspects du développement.
Il a publié cinq livres dans lesquels il fait preuve d'un esprit et d'une verve remarquables. Son humour, ou plutôt son persiflage, à l'égard de toutes les autorités se traduisent non seulement par le style, mais aussi par la construction. C'est ainsi qu'il essaie de se départir de la structure narrative classique pour offrir au lecteur une approche surprenante, voire déroutante (Dictionnaire des écrivains suisses).

## Œuvres
- John Dubouchet (dir.), Personne ne connaît Julien, Paris, éditions Robert Laffont, 1972 (ISBN 2-221-02168-1).
- John Dubouchet (dir.), La Moto de Pelrino (roman), Paris, éditions Robert Laffont, 1977, 152 p. (ISBN 2-221-02167-3).
- John Dubouchet (dir.), Le feu s'étiole et ma barbe s'allonge (roman), Paris, éditions Robert Laffont, 1982, 155 p. (ISBN 2-221-00950-9).
- John Dubouchet, Les Rois (roman), Perpignan, éditions Mare Nostrum, 1991, 197 p. (ISBN 2-908476-02-9).
- John Dubouchet, Le Royaume au bord du monde, Bordeaux, éditions Le Castor astral, coll. « Escales du nord », 2004, 188 p. (ISBN 2-85920-552-7).

En 2011, il publie cinq livres numériques sur le site Smartlibris :
- John Dubouchet, Perspective concave, 2011.
- John Dubouchet, Le Fleuron noir, 2011.
- John Dubouchet, La Traversée des Andes en bateau, 2011.
- John Dubouchet, Rall Grandeur, 2011.
- John Dubouchet, La Volaille, 2011.

En 2017, il publie cinq livres numériques sur Kindle :
- John Dubouchet, Perspective concave, 2017.
- John Dubouchet, Le Fleuron noir, 2017.
- John Dubouchet, La Traversée des Andes en bateau, 2017.
- John Dubouchet, Rall Grandeur, 2017.
- John Dubouchet, La Volaille, 2017.